# Arvo Tuominen

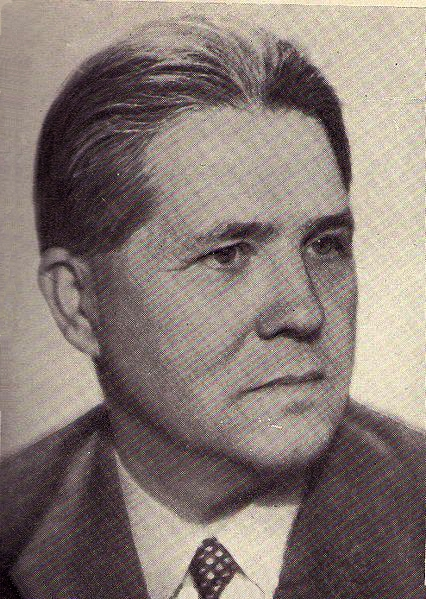
Arvo Tuominen in den 1950er Jahren

Arvo „Poika“ Tuominen (* 5. September 1894 nahe Hämeenkyrö; † 27. Mai 1981 in Tampere) war ein finnischer kommunistischer Revolutionär und später ein sozialdemokratischer Herausgeber und Politiker. Poika bedeutet „Junge“ auf Finnisch. Tuominen bekam diesen Spitznamen 1920, wegen seines knabenhaften Aussehens.

## Leben und Wirken
Tuominen wurde als Sohn eines Zimmermanns 1894 in Kuotila nahe Hämeenkyrö geboren. 1912 zog er nach Tampere, um eine Lehre als Zimmermann zu beginnen; bald trat er der Sozialdemokratischen Partei Finnlands bei. Während des Finnischen Bürgerkriegs schlug sich Tuominen auf die Seite der finnischen roten Garde und gab 1918 Kansan lehti, eine radikale sozialdemokratische Zeitung, in Tampere heraus. Nachdem die roten Garden im Mai 1918 besiegt worden waren, ging Tuominen mit anderen radikalen Führern nach Russland, wo sie sich von der Hauptströmung der Sozialdemokratischen Partei abspalteten und in Petrograd im August–September 1918 die Kommunistische Partei Finnlands gründeten.
Tuominen kehrte nach Finnland zurück und unterstützte Otto Ville Kuusinens Flügel innerhalb der Partei. 1921 reiste er erneut nach Petrograd, wo sich Kuusinens Anhänger, unterstützt von der Kominternführung, auf dem nächsten Parteitag gegen Kullervo Manners Anhänger durchsetzten. Tuominen wurde in das Zentralkomitee der Partei gewählt und wurde Leiter des finnischen Büros. Er kehrte nach Finnland zurück, wo er am 26. Januar 1922 für die Publikation einer Proklamation verhaftet wurde, die finnische Arbeiter dazu aufforderte, auf der Seite der Sowjets im sowjetisch-finnischen Konflikt von Karelien zu kämpfen. Tuominen wurde im Frühling 1926 entlassen, er wurde zum Geschäftsführer der Gemeinschaft der finnischen Gewerkschaften gewählt. Die finnische Regierung ließ ihn im April 1928 erneut festnehmen, weil er seine Kontakte in die Sowjetunion und zu der verbotenen Kommunistischen Partei weiterhin aufrechterhielt.
1932 wurde Tuominen auf Bewährung entlassen und erhielt einen Brief von Kuusinen, der zu dieser Zeit einer der Sekretäre des Kominterns und Redenschreiber von Josef Stalin war, in dem er dazu gedrängt wurde, in die Sowjetunion zu ziehen. Tuominen schlich sich nach Schweden und dann im April 1933 in die Sowjetunion, wo er in Kuusinens Appartement lebte. Er belegte einen Schnellkurs an der Lenin-Parteischule und wurde zum Generalsekretär der Kommunistischen Partei Finnlands ernannt, wodurch er auch Mitglied der Komintern-Exekutive wurde.
Tuominen wurde hautnah Zeuge des Großen Terrors und es gelang ihm, Moskau Anfang des Jahres 1938 Richtung Stockholm zu verlassen. Am 13. November 1939 wurde ihm befohlen, nach Moskau zurückzukehren, um Haupt der kommunistischen Regierung zu werden, die Stalin in Finnland einrichten wollte. Tuominen weigerte sich jedoch, dem Befehl Folge zu leisten, und es kam zum Bruch mit der Sowjetunion. Er befahl der Kommunistischen Partei Finnlands, der Roten Armee nicht im Winterkrieg beizustehen und dafür auf der finnischen Seite zu kämpfen.
Tuominen blieb bis 1956 in Schweden und kehrte anschließend nach Finnland zurück. Er wurde Mitglied der Sozialdemokratischen Partei und gab seine Zeitung in Tampere heraus, bevor er Mitglied des Parlaments wurde und seine fünfteiligen Memoiren herausbrachte.
Tuominen starb 1981 in Tampere.